# Honcheonsigye
El Honcheonsigye es un reloj astronómico creada por Song Yi-Yeong en 1669. El Honcheonsigye fue designado como el  230.o tesoro nacional del país en 9 de agosto de 1985.

## Descripción
Este reloj utilizó la tecnología de despertador creada por Christiaan Huygens en 1657. Esta reliquia muestra que la tecnología de Huygens se extendió al este de Asia en solo 12 años. Además, demuestra la tecnología de astronomía e ingeniería mecánica de la dinastía Joseon.
El reloj tiene una esfera armilar de 40 cm de diámetro. La esfera se activa mediante un mecanismo de relojería, diseñado para mostrar la posición del cielo en un momento dado, además de mostrar las horas y marcar su paso con un repique de campana. El dispositivo ya no funciona.
El reloj es propiedad de la Universidad de Corea. Es el único reloj astronómico que queda de la dinastía Joseon.